# Eiringsburg
Die Eiringsburg oder Iringsburg ist eine abgegangene Ringwall-Anlage an den südlichen Ausläufern der Rhön, im Tal der fränkischen Saale gelegen.

## Geografische Lage
Die Eiringsburg erhob sich 1.350 Meter westnordwestlich der katholischen Pfarrkirche Sankt Petrus und Paulus in Arnshausen, einem Stadtteil von Bad Kissingen im gleichnamigen Landkreis Bad Kissingen. Die Eiringsburg liegt auf einem namenlosen, kleineren Berg auf 251 m ü. NN Höhe. Der Berg wird an drei Seiten vom Golfplatz Bad Kissingen umgeben.

## Geschichte
Die etwa 120 × 65 Meter große Anlage, mit Zangentoranlage, wurde zum ersten Mal im Jahre 822 erwähnt. Ein fränkischer Adeliger mit dem Namen Iring schenkte am 25. Dezember dieses Jahres all seinen Besitz in Kissingen und Lollbach, wahrscheinlich das heutige Arnshausen, nebst 12 Unfreier, dem Kloster Fulda. Die Entstehungszeit der Burg wird auf das 7. Jahrhundert n. Chr. geschätzt. Vermutlich war die Eiringsburg lediglich eine Fliehburg und kein Herrschaftssitz. Ausgrabungen fanden in den Jahren 1910 und 1974 statt.

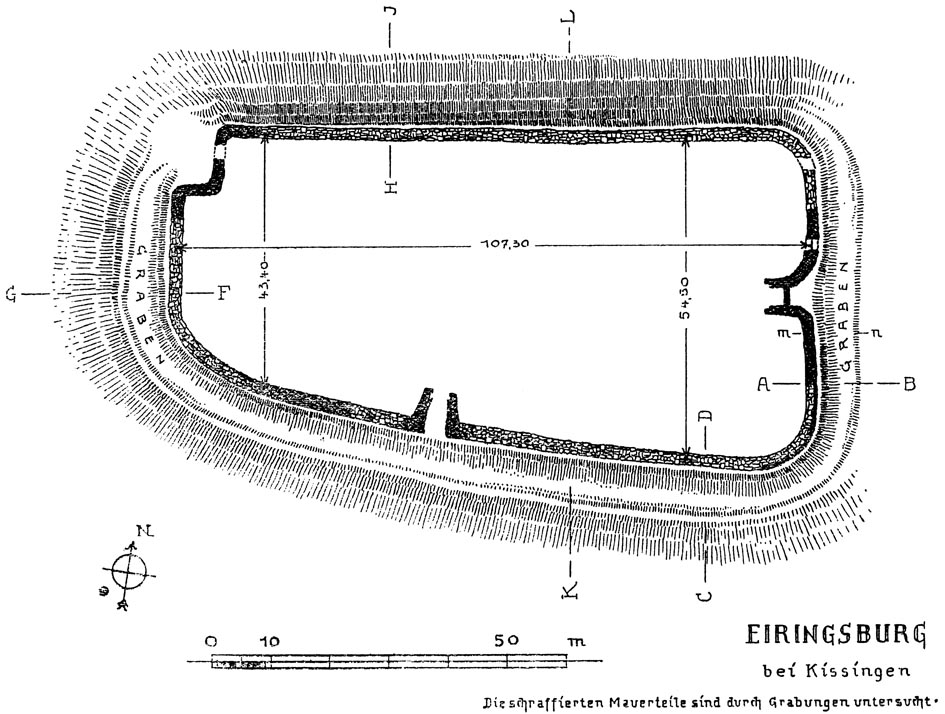
Lageskizze der Eiringsburg
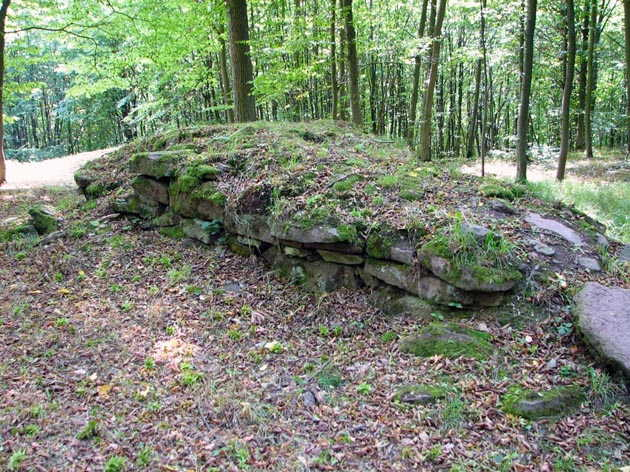
Westliche Wallreste
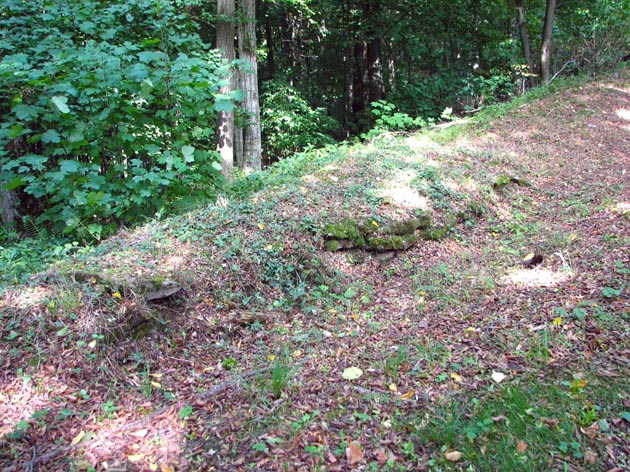
Wallreste zum nördlichen Abhang